# Holandia na Letnich Igrzyskach Olimpijskich 1912

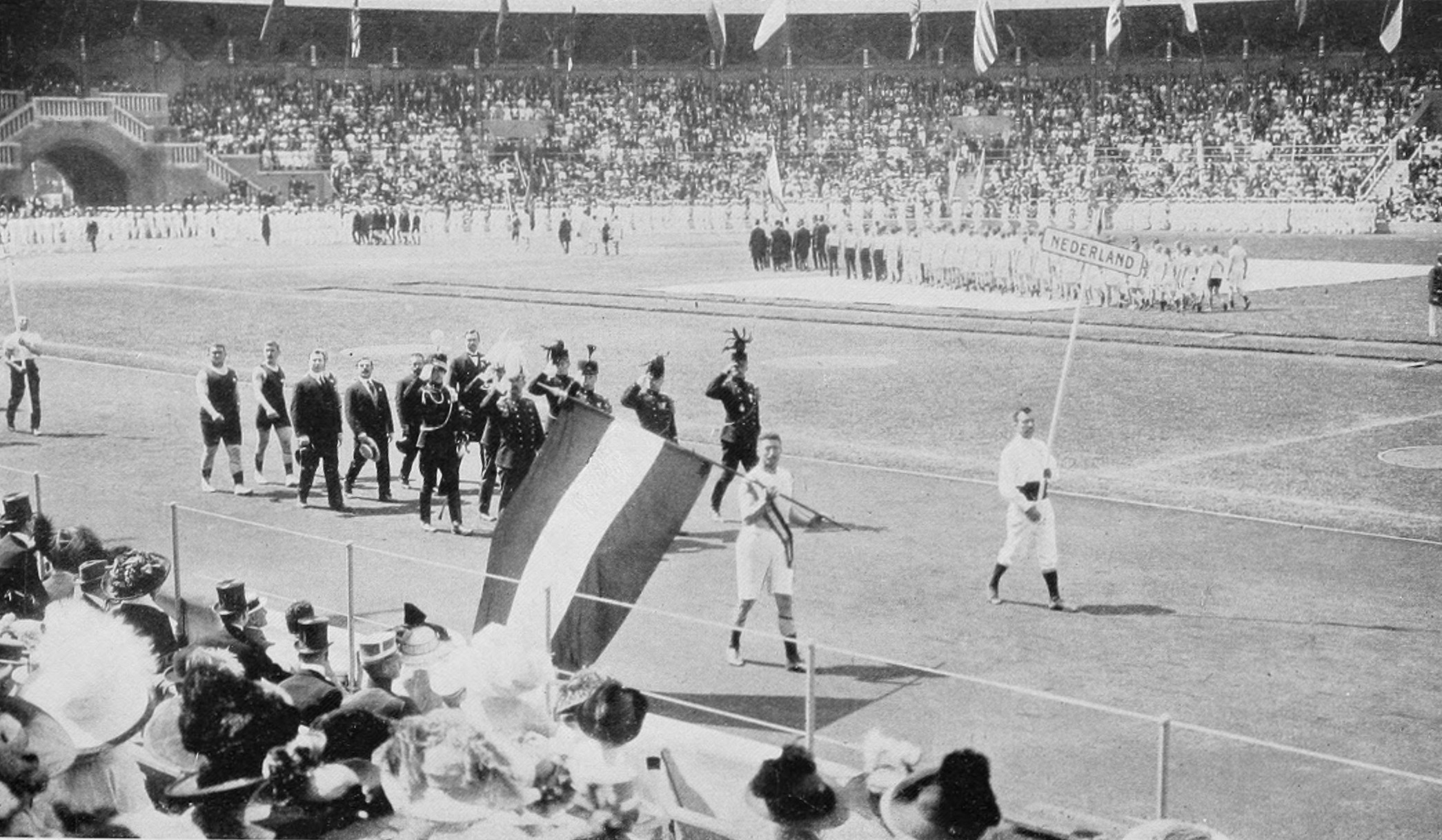
Reprezentacja Holandii podczas ceremonii otwarcia igrzysk

Reprezentacja Holandii na V Letnich Igrzyskach Olimpijskich w Sztokholmie liczyła 33 sportowców, wyłącznie mężczyzn. Reprezentacja ta miała przedstawicieli w siedmiu spośród 16 rozgrywanych dyscyplin. Chorążym reprezentacji był Jan Ploeger. Najmłodszym reprezentantem kraju był 18-letni piłkarz Joop Boutmy, a najstarszym 44-letni szermierz Leonardus Nardus. Holendrzy zdobyli na tych igrzyskach trzy brązowe medale.
Mimo iż Holenderski Komitet Olimpijski został założony w 1912 roku, to start reprezentacji Niderlandów był jej trzecim startem na igrzyskach. Po raz pierwszy Holandia wystartowała na II Letnich Igrzyskach Olimpijskich w 1900 roku w Paryżu, gdzie zdobyła jeden srebrny i trzy brązowe medale, dzięki czemu zdobyła osiemnaste miejsce w tabeli. Drugi start miał miejsce osiem lat później podczas IV Letnich Igrzysk Olimpijskich w Londynie. Reprezentacja zdobyła tam dwa brązowe medale i siedemnaste miejsce w klasyfikacji.
Ponadto razem z holenderskimi sportowcami do Sztokholmu przyjechała piętnastoosobowa grupa działaczy sportowych oraz sędziów. Na igrzyska przyjechało także ośmiu dziennikarzy reprezentujących następujące tytuły: amsterdamskie De Nieuwe Courant, De Telegraf oraz Algemeen Handelsblad, rotterdamskie Maasbode oraz Nieuwe Rotterdamsche Courant, a także Groningen Dagbladet z Groningen.

## Statystyki według dyscyplin
Spośród szesnastu dyscyplin sportowych, które Międzynarodowy Komitet Olimpijski włączył do kalendarza igrzysk, reprezentacja Holandii wzięła udział w siedmiu. Najliczniejszą, piętnastoosobową reprezentację Narodowy Komitet Olimpijski tego kraju wystawił w piłce nożnej. Jeden z zawodników startował w dwóch dyscyplinach.
| Lp. | Sport                | Mężczyźni | Kobiety | Łącznie |
| --- | -------------------- | --------- | ------- | ------- |
| 1   | Piłka nożna          | 15        | –       | 15      |
| 2   | Szermierka           | 12        | –       | 12      |
| 3   | Zapasy               | 3         | –       | 3       |
| 4   | Lekkoatletyka        | 1         | –       | 1       |
| 4   | Pięciobój nowoczesny | 1         | –       | 1       |
| 4   | Strzelectwo          | 1         | –       | 1       |
| 4   | Tenis ziemny         | 1         | –       | 1       |

## Zdobyte medale

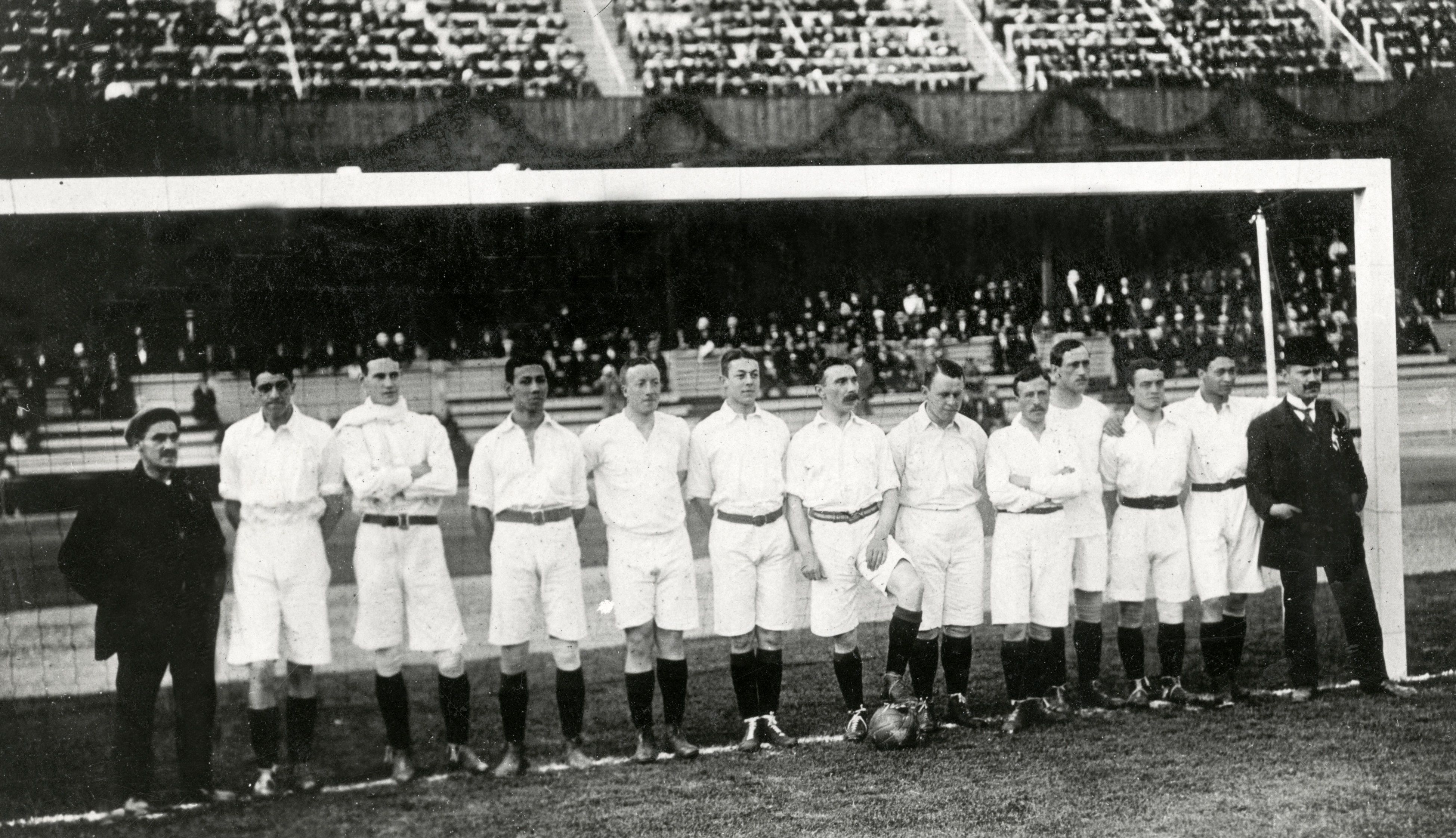
Piłkarska drużyna Holandii

| Medal | Zawodnik | Dyscyplina  | Konkurencja      | Data     |
| ----- | --- | ----------- | ---------------- | -------- |
| Brąz  | Piet Bouman Joop Boutmy Nico Bouvy Jan van Breda Kolff Caesar ten Cate Constant Feith Ge Fortgens Huug de Groot Just Göbel Bok de Korver Dirk Lotsy Jan van der Sluis Jan Vos David Wijnveldt Nico de Wolf | Piłka nożna | Turniej mężczyzn | 4 lipca  |
| Brąz  | Adrianus de Jong Jetze Doorman Willem van Blijenburgh George van Rossem Leonardus Nardus | Szermierka  | Szpada           | 10 lipca |
| Brąz  | Willem van Blijenburgh George van Rossem Adrianus de Jong Jetze Doorman Hendrik de Iongh Dirk Scalongne | Szermierka  | Szabla           | 15 lipca |

## Lekkoatletyka
W konkurencjach lekkoatletycznych wystartował jeden reprezentant Holandii. Był nim 21-letni sprinter Johannes Grijseels startujący w dwóch konkurencjach biegowych.
6 lipca rozpoczęły się eliminacje w biegu na 100 metrów. Grijseels wystartował w siódmym biegu eliminacyjnym, gdzie z nieznanym czasem zajął trzecią, czwartą lub piątą pozycję i odpadł z dalszej rywalizacji. Całą konkurencję wygrał Amerykanin Ralph Craig.
Cztery dni później, 10 lipca, rozpoczęły się eliminacje w biegu na 200 metrów. Grijseels pobiegł w wyścigu numer cztery, gdzie z nieznanym czasem zajął drugie, premiowane awansem miejsce. Tego samego dnia rozegrano biegi półfinałowe. Holender wystartował w czwartym półfinale. Zajął w swoim biegu ostatnie, szóste miejsce i odpadł z dalszej rywalizacji. Całą konkurencję także wygrał Amerykanin Craig.
Zawodnicy:
- Johannes Grijseels

| Konkurencja | Zawodnik           | Eliminacje | Eliminacje         | Półfinał | Półfinał         | Finał | Finał   |
| ----------- | ------------------ | ---------- | ------------------ | -------- | ---------------- | ----- | ------- |
| Konkurencja | Zawodnik           | Czas       | Miejsce            | Czas     | Miejsce          | Czas  | Miejsce |
| 100 m       | Johannes Grijseels | nn         | 3-5. w swoim biegu | NQ       | NQ               | NQ    | NQ      |
| 200 m       | Johannes Grijseels | nn         | 2. w swoim biegu Q | nn       | 6. w swoim biegu | NQ    | NQ      |

## Pięciobój nowoczesny
W pięcioboju nowoczesnym wystartował jeden holenderski zawodnik. Jetze Doorman rozpoczął rywalizację 7 lipca w pierwszej konkurencji – strzelaniu z pistoletu szybkostrzelnego. Z wynikiem 149 punktów uplasował się na 21. pozycji. Kolejnego dnia rozegrano drugą konkurencję, którą było pływanie na dystansie 300 metrów. Jednak Doorman nie pojawił się na starcie i nie został sklasyfikowany.
Zawodnicy:
- Jetze Doorman

| Zawodnik      | Strzelectwo (pistolet szybkostrzelny) | Strzelectwo (pistolet szybkostrzelny) | Pływanie (300 m stylem dowolnym) | Pływanie (300 m stylem dowolnym) | Szermierka (szpada) | Szermierka (szpada) | Jeździectwo (próba terenowa) | Jeździectwo (próba terenowa) | Lekkoatletyka (bieg na 4000 m) | Lekkoatletyka (bieg na 4000 m) | Punkty | Wynik |
| ------------- | ------------------------------------- | ------------------------------------- | -------------------------------- | -------------------------------- | ------------------- | ------------------- | ---------------------------- | ---------------------------- | ------------------------------ | ------------------------------ | ------ | ----- |
| Zawodnik      | Wynik                                 | Miejsce/Punkty                        | Czas                             | Miejsce/Punkty                   | Wygrane             | Miejsce/Punkty      | Wynik                        | Miejsce/Punkty               | Czas                           | Miejsce/Punkty                 | Punkty | Wynik |
| Jetze Doorman | 149                                   | 21                                    | –                                | DNS                              | —                   | —                   | —                            | —                            | —                              | —                              | 21     | DNF   |

## Piłka nożna

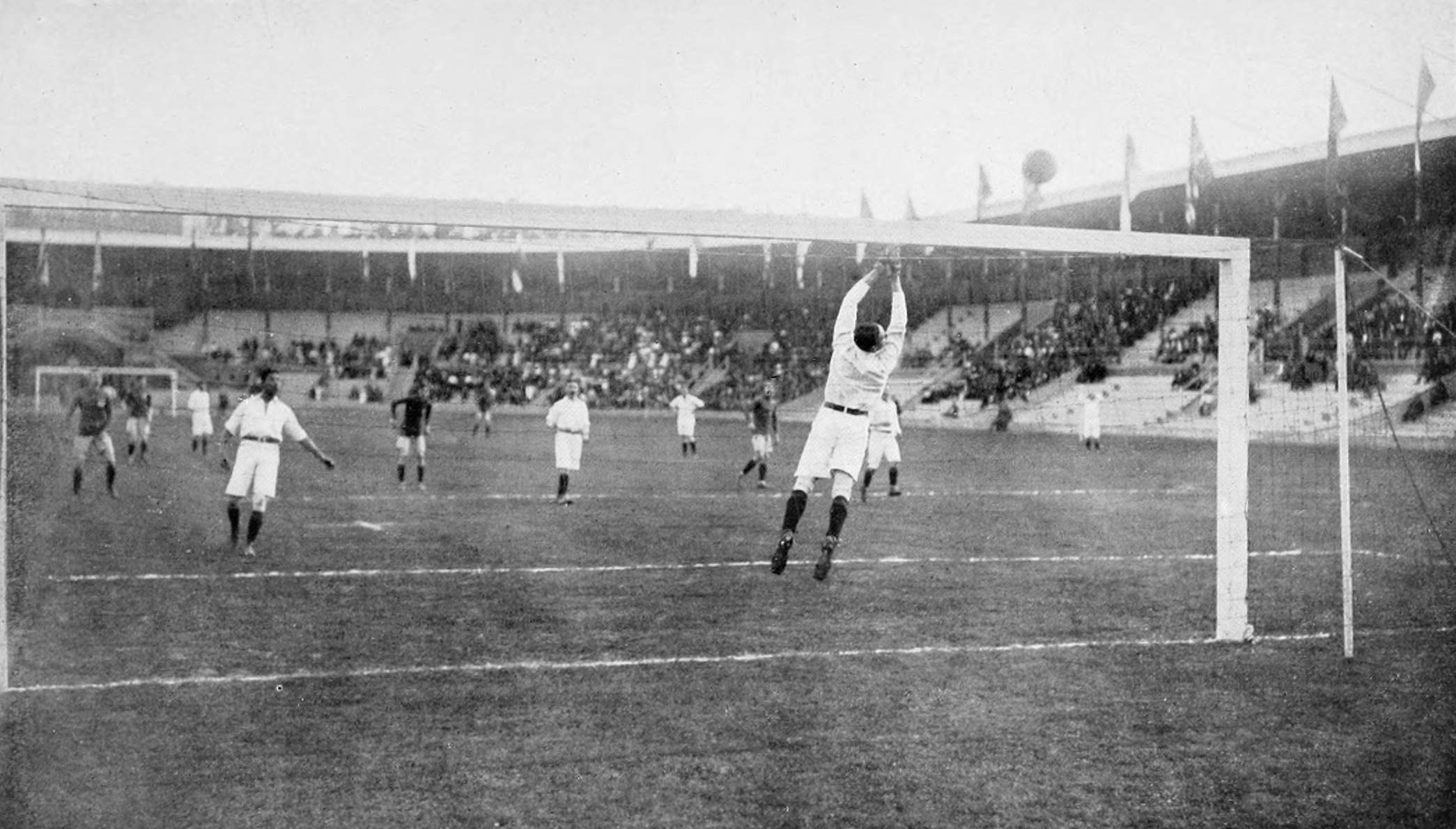
Mecz Holandia – Szwecja

Piłkarska amatorska reprezentacja Holandii wystąpiła w turnieju olimpijskim pod kierunkiem angielskiego trenera Edgara Chadwicka. Najmłodszym zawodnikiem był 18-letni Johannes „Joop” Boutmy, zaś najstarszym – 29-letni kapitan drużyny Dirk Lotsij.
Reprezentacja rozpoczęła rozgrywki 29 czerwca, rozgrywając mecz pierwszej rundy na stadionie olimpijskim przeciwko gospodarzom. Do przerwy dzięki bramkom Bouvy’ego i Vosa, Holendrzy prowadzili 2:1, jednak drugą połowę lepiej wykorzystali Szwedzi i wyrównali. Konieczna była dogrywka, którą wygrali Holendrzy dzięki bramce Vosa w 91 minucie. Z wynikiem 4:3, Holendrzy awansowali do rundy ćwierćfinałowej.
W ćwierćfinale Holendrzy zmierzyli się z reprezentacją Austrii. Mecz odbył się na stadionie w Solnie 30 czerwca. Wynik z pierwszej połowy – 3:1 dla Holendrów, po bramkach Bouvy’ego, ten Cate’a i Vos utrzymał się do końca meczu. Honorową bramkę dla Austriaków zdobył Alois Müller.
W półfinale Holandia zmierzyła się z reprezentacją Danii. Mecz ten, rozegrany na stadionie olimpijskim 2 lipca, miał wyłonić drugiego finalistę, który zmierzy się z Brytyjczykami. Cały mecz zdominowali Duńczycy, którzy strzelili cztery bramki. Jedyny gol dla Holandii padł z samobójczego strzału Haralda Hansena.
Ostatni mecz z udziałem Holendrów miał miejsce 4 lipca na stadionie w Solnie. Jego stawką był brązowy medal, a przeciwnikiem Holendrów – reprezentacja Finlandii. Holendrzy zdominowali cały mecz – do połowy prowadzili 4:0, zaś ostateczny wynik ustalono na 9:0. Królem strzelców tego meczu został Jan Vos, który zdobył pięć bramek.
Zawodnicy:
- Piet Bouman – bramkarz
- Joop Boutmy – pomocnik
- Nico Bouvy – napastnik
- Huug de Groot – napastnik
- Bok de Korver – pomocnik
- Nico de Wolf – pomocnik
- Constant Feith – obrońca
- Gé Fortgens – pomocnik
- Just Göbel – bramkarz
- Dirk Lotsij – pomocnik
- Caesar ten Cate – napastnik
- Jan van Breda Kolff – napastnik
- Jan van der Sluis – napastnik
- Jan Vos – napastnik
- David Wijnveldt – pomocnik

Pierwsza runda
| 29 czerwca 1912 19:00 | Szwecja · Ivar Svensson 3', 80' · Erik Börjesson 62' (k) | 3 : 4 (dog.)(3:4, 3:3, 1:2) | Holandia · 28', 52' Nico Bouvy · 43', 91' Jan Vos | Stadion Olimpijski, Sztokholm Widzów: 14 000 Sędzia: George Wagstaffe Simmons |
|                       |                                                          |                             |                                                   |                                                                               |

 Szwecja: Josef Börjesson – Jacob Levin, Erik Bergström – Ragnar Wicksell, Gustav Sandberg, Karl Gustafsson – Herman Myhrberg (c), Ivar Svensson, Erik Börjesson, Helge Ekroth, Karl Ansén

 Holandia: Just Göbel – David Wijnveldt, Constant Feith – Nico de Wolf, Bok de Korver, Dirk Lotsij (c) – Jan van Breda Kolff, Huug de Groot, Caesar ten Cate, Jan Vos, Nico Bouvy.
Ćwierćfinały
| 30 czerwca 1912 19:00 | Holandia · Nico Bouvy 8' · Caesar ten Cate 12' · Jan Vos 30' | 3 : 1(3:1) | Austria · 41' Alois Müller | Idrottsplats Råsunda, Solna Widzów: 7 000 Sędzia: David Philip |
|                       |                                                              |            |                            |                                                                |

 Holandia: Just Göbel – David Wijnveldt, Piet Bouman – Ge Fortgens, Joop Boutmy, Dirk Lotsij (c) – Jan van Breda Kolff, Huug de Groot, Caesar ten Cate, Jan Vos, Nico Bouvy

 Austria: Otto Noll – Bernhard Graubart, Ladislaus Kurpiel – Josef Brandstätter, Karl Braunsteiner, Robert Cimera – Ludwig Hussak (c), Alois Müller, Johann Studnicka, Robert Merz, Leopold Neubauer.
Półfinały
| 2 lipca 1912 19:00 | Dania · Emil Jørgensen 7' · Anthon Olsen 14', 87' · Poul Nielsen 37' | 4 : 1(3:0) | Holandia · 85' (sam) Harald Hansen | Stadion Olimpijski, Sztokholm Widzów: 6 000 Sędzia: Ede Herczog |
|                    |                                                                      |            |                                    |                                                                 |

 Dania: Sophus Hansen – Nils Middelboe (c), Harald Hansen – Charles Buchwald, Emil Jørgensen, Paul Berth – Oskar Nielsen, Poul Nielsen (60' *), Anthon Olsen, Sophus Nielsen, Vilhelm Wolfhagen

 Holandia: Just Göbel – David Wijnveldt, Piet Bouman – Ge Fortgens, Joop Boutmy, Dirk Lotsij (c) – Jan van Breda Kolff, Huug de Groot, Caesar ten Cate, Jan Vos, Nico Bouvy.

(*) – Poul Nielsen opuścił boisko w 60 minucie z powodu kontuzji.
Mecz o trzecie miejsce
| 4 lipca 1912 15:00 | Holandia · Jan van der Sluis 24', 57' · Huug de Groot 28', 86' · Jan Vos 29', 43', 46', 74', 78' | 9 : 0(4:0) | Finlandia | Idrottsplats Råsunda, Solna Widzów: 1 000 Sędzia: Per Sjöblom |
|                    |                                                                                                  |            |           |                                                               |

 Holandia: Just Göbel – David Wijnveldt, Constant Feith – Nico de Wolf, Joop Boutmy, Dirk Lotsij (c) – Jan van Breda Kolff, Huug de Groot, Jan van der Sluis, Jan Vos, Nico Bouvy

 Finlandia: August Syrjäläinen – Jalmari Holopainen, Gösta Löfgren – Knut Lund, Eino Soinio (c), Viljo Lietola – Lauri Tanner, Bror Wiberg, Artturi Nyyssönen, Jarl Öhman, Algoth Niska.

## Strzelectwo
W konkurencjach strzeleckich Holandię reprezentował jeden zawodnik – 33-letni Emile Jurgens. Brał on udział w trapie mężczyzn. W pierwszej serii strzałów z wynikiem 17 punktów zajął jedenaste miejsce. W drugiej zdobył 27 punktów i zajął czwarte miejsce. zaś w trzeciej – 43 punkty i 13. miejsce. Wynik łączny wynoszący 87 punktów pozwolił mu na zajęcie ostatecznie dziewiątego miejsca.
Zawodnicy:
- Emile Jurgens

| Konkurencja | Zawodnik      | Runda I | Runda II | Runda finałowa | Wynik łączny | Miejsce |
| ----------- | ------------- | ------- | -------- | -------------- | ------------ | ------- |
| Trap        | Emile Jurgens | 17      | 27       | 43             | 87           | 9.      |

## Szermierka
W konkurencjach szermierczych na igrzyskach w Sztokholmie wzięło udział dwunastu holenderskich zawodników. Najstarszym z nich był 44-letni Leonardus Nardus, zaś najmłodszym – 24-letni Albertus Perk.
Pierwszą konkurencją rozgrywaną 6-8 lipca był indywidualny turniej florecistów. Wziął w nim udział jeden zawodnik holenderski, Adrianus de Jong. Walczył na planszy „N”, a jego przeciwnikami byli zawodnicy z Belgii, Norwegii, Austrii, Imperium Rosyjskiego i Egiptu. De Jong przegrał trzy z pięciu swoich walk i odpadł z dalszej części turnieju. Złoto zdobył reprezentant Włoch Nedo Nadi.
Kolejną konkurencją rozgrywaną 9-10 lipca był drużynowy turniej szpadzistów. Holandia wystawiła do turnieju pięciu swoich zawodników: Jetze Doormana, Adrianusa de Jong, Willema van Blijenburgh, Leonardusa Nardusa i George’a van Rossem. W pierwszej rundzie drużyna ta awansowała wraz z ekipą niemiecką po zajęciu dwóch pierwszych miejsc w grupie. W półfinale Holendrzy zajęli pierwsze miejsce w grupie, pokonując zawodników czeskich, brytyjskich i duńskich. W rundzie finałowej drużyna zmierzyła się z Belgami, Brytyjczykami i Szwedami. Belgowie zajęli pierwsze miejsce wygrywając wszystkie walki, zaś o srebrze i brązie decydował bilans trafień. Ostatecznie Holendrzy uplasowali się na trzecim miejscu.
W dniach 11-13 lipca rozegrano indywidualny turniej szpadzistów, w którym wzięło udział ośmiu holenderskich zawodników. Po pierwszej rundzie odpadli George van Rossem, Albertus Perk, Jacob van Geuns, Willem van Blijenburgh oraz Willem Molijn zajmując w efekcie miejsca 49-95. Do ćwierćfinałów awansowali Hendrik de Iongh, Jan de Beaufort i Adrianus de Jong. Do półfinału awansował jedynie de Jong, który odpadł w półfinale, przegrywając między innymi z późniejszym zdobywcą złotego medalu, Belgiem Paulem Anspachem.
Drużyna holenderska uczestniczyła także w turnieju drużynowym szablistów rozgrywanym w dniach 14-15 lipca. Holandia wystawiła sześcioosobową ekipę w składzie: Jetze Doorman, Dirk Scalongne, Adrianus de Jong, Willem van Blijenburgh, Hendrik de Iongh, George van Rossem. W pierwszej rundzie rywalami Holendrów byli Austriacy i Duńczycy. Wygrywając jedynie z tymi drugimi, reprezentanci Niderlandów awansowali do półfinału z drugiego miejsca w grupie. Tam spotkali się z Czechami (przegrana), Brytyjczykami i Belgami (wygrane), zaś po awansie ponownie z Austriakami i Czechami oraz z Węgrami. Zwyciężając jeden mecz Holendrzy uplasowali się na trzecim miejscu i zdobyli brązowy medal.
Ostatnią konkurencją szermierczą w Sztokholmie był rozegrany w dniach 16-18 lipca indywidualny turniej szablistów. Wystartowało w nim dwóch Holendrów. Johannes Kolling nie wygrywając żadnej walki w grupie odpadł w eliminacjach, zaś Hendrik de Iongh awansował do kolejnej rundy. Tam nie pojawił się jednak na planszy i odpadł z dalszej rywalizacji. Złoto zdobył Węgier Jenő Fuchs.
Zawodnicy:
- Jan de Beaufort
- Hendrik de Iongh
- Adrianus de Jong
- Jetze Doorman
- Johannes Kolling
- Willem Molijn
- Leonardus Nardus
- Albertus Perk
- Dirk Scalongne
- Willem van Blijenburgh
- Jacob van Geuns
- George van Rossem

| Konkurencja | Zawodnik               | Eliminacje | Eliminacje | Ćwierćfinał                                                                             | Ćwierćfinał | Półfinał                                                      | Półfinał | Finał       | Finał   | Miejsce         |
| Konkurencja | Zawodnik               | Przeciwnicy | Wygrane    | Przeciwnicy                                                                             | Wygrane     | Przeciwnicy                                                   | Wygrane  | Przeciwnicy | Wygrane | Miejsce         |
| ----------- | ---------------------- | --- | ---------- | --------------------------------------------------------------------------------------- | ----------- | ------------------------------------------------------------- | -------- | ----------- | ------- | --------------- |
| Floret      | Adrianus de Jong       | Henri Anspach Bjarne Eriksen Richard Verderber Anatolij Jakowlew Ahmed Hassanein                                | 2          | NQ                                                                                      | NQ          | NQ                                                            | NQ       | NQ          | NQ      | Miejsca 49-104. |
| Szpada      | Adrianus de Jong       | Gustaf Lindblom Jeorjos Wersis Sydney Martineau Hermann Plaskuda Marcel Berré John Gignoux Hans Olsen           | 4 Q        | Henri Anspach Pál Rosty Konstandinos Kodzias Karel Goppold Louis Sparre                 | 3 Q         | Edgar Seligman Paul Anspach Gerald Ames Pál Rosty Miloš Klika | 3        | NQ          | NQ      | Miejsca 9-24.   |
| Szpada      | Hendrik de Iongh       | Ejnar Levison Sotirios Notaris Victor Willems Julius Lichtenfels Åke Grönhagen Gordon Alexander Pawieł Guworski | 6 Q        | Ivan Osiier Zdeněk Vávra Edgar Seligman Fernand de Montigny Fredric Schenck             | 1           | NQ                                                            | NQ       | NQ          | NQ      | Miejsca 25-48.  |
| Szpada      | Jan de Beaufort        | Hans Thomson Louis Sparre Gaston Salmon Percival Davson Josef Pfeiffer John MacLaughlin                         | 4 Q        | Paul Anspach Robert Montgomerie Jeorjos Petropulos Arthur Griez von Ronse Severin Finne | 2           | NQ                                                            | NQ       | NQ          | NQ      | Miejsca 25-48.  |
| Szpada      | George van Rossem      | Vilém Goppold Jr. Einar Sörensen Severin Finne Sherman Hall Władimir Sarnawski                                  | 1          | NQ                                                                                      | NQ          | NQ                                                            | NQ       | NQ          | NQ      | Miejsca 49-95.  |
| Szpada      | Albertus Perk          | Lars Aas Philippe Le Hardy de Beaulieu Martin Holt Alfred Sauer Josef Javůrek Walter Gates                      | 2          | NQ                                                                                      | NQ          | NQ                                                            | NQ       | NQ          | NQ      | Miejsca 49-95.  |
| Szpada      | Jacob van Geuns        | Victor Boin Arthur Everitt Sigurd Mathiesen Graeme Hammond                                                      | 0          | NQ                                                                                      | NQ          | NQ                                                            | NQ       | NQ          | NQ      | Miejsca 49-95.  |
| Szpada      | Willem van Blijenburgh | Georg Branting Emil Schön Trifon Triandafilakos Oluf Berntsen John Blake Béla Békessy James Moore               | 4          | NQ                                                                                      | NQ          | NQ                                                            | NQ       | NQ          | NQ      | Miejsca 49-95.  |
| Szpada      | Willem Molijn          | Jeorjos Petropulos Gerald Ames Karel Goppold Lauritz Østrup Walther Meienreis                                   | 0          | NQ                                                                                      | NQ          | NQ                                                            | NQ       | NQ          | NQ      | Miejsca 49-95.  |
| Szabla      | Hendrik de Iongh       | Péter Tóth Sven Nordenström Douglas Godfree Aleksandr Mordowin                                                  | 3 Q        | –                                                                                       | DNS         | NQ                                                            | NQ       | NQ          | NQ      | Miejsca 25-48.  |
| Szabla      | Johannes Kolling       | Ejnar Levison Alfred Ridley-Martin Anatolij Timofiejew                                                          | 0          | NQ                                                                                      | NQ          | NQ                                                            | NQ       | NQ          | NQ      | Miejsca 49-64.  |

Konkurencje drużynowe
| Konkurencja | Zawodnik                                                                                                | Eliminacje      | Eliminacje        | Półfinał                               | Półfinał          | Finał                          | Finał             | Miejsce |
| Konkurencja | Zawodnik                                                                                                | Przeciwnicy     | Wygrane/Przegrane | Przeciwnicy                            | Wygrane/Przegrane | Przeciwnicy                    | Wygrane/Przegrane | Miejsce |
| ----------- | --- | --------------- | ----------------- | -------------------------------------- | ----------------- | ------------------------------ | ----------------- | ------- |
| Szpada      | Adrianus de Jong George van Rossem Jetze Doorman Leonardus Nardus Willem van Blijenburgh                | Ces. Niemieckie | – Q               | Wielka Brytania Dania Królestwo Czech  | 3/0 Q             | Belgia Wielka Brytania Szwecja | 1/2               | brąz    |
| Szabla      | Jetze Doorman Dirk Scalongne Adrianus de Jong Willem van Blijenburgh Hendrik de Iongh George van Rossem | Austria Dania   | 1/1 Q             | Królestwo Czech Belgia Wielka Brytania | 2/1 Q             | Węgry Austria Królestwo Czech  | 1/2               | brąz    |

## Tenis ziemny
W konkurencjach tenisowych Holandię reprezentował jeden zawodnik. Był nim 25-letni Otte Blom startujący w turnieju singlowym mężczyzn na kortach otwartych. Rozpoczął on rywalizację od drugiej rundy turnieju, gdzie zmierzył się z reprezentantem gospodarzy, Szwedem Gunnarem Setterwallem. Mecz ten przegrał 0:3 w setach, pierwszego i drugiego przegrywając 3:6, zaś trzeciego 6:8; co było równoznaczne z zakończeniem udziału Holendra w rozgrywkach. Złoto zdobył reprezentant Związku Południowej Afryki Charles Winslow.
Zawodnicy:
- Otte Blom

| Konkurencja    | Zawodnik  | 1/64 finału      | 1/32 finału                             | 1/16 finału      | 1/8 finału       | Ćwierćfinał      | Półfinał         | Finał / Mecz o trzecie miejsce | Miejsce        |
| Konkurencja    | Zawodnik  | Przeciwnik Wynik | Przeciwnik Wynik                        | Przeciwnik Wynik | Przeciwnik Wynik | Przeciwnik Wynik | Przeciwnik Wynik | Przeciwnik Wynik               | Miejsce        |
| -------------- | --------- | ---------------- | --------------------------------------- | ---------------- | ---------------- | ---------------- | ---------------- | ------------------------------ | -------------- |
| Gra pojedyncza | Otte Blom | —                | Gunnar Setterwall P 0:3 (3:6, 3:6, 6:8) | NQ               | NQ               | NQ               | NQ               | NQ                             | Miejsca 33-64. |

## Zapasy
W turniejach zapaśniczych wystartowało trzech zawodników holenderskich, każdy w innej kategorii wagowej. Walki były prowadzone w stylu klasycznym na zasadzie podwójnej eliminacji, tzn. dopiero druga przegrana zawodnika sprawiała, iż odpadał z dalszej rywalizacji.
6 lipca rozpoczęły się walki w wadze lekkiej i średniej. W pierwszej z nich startował Johannes Eillebrecht, który przegrał walkę z Finem Tanttu poprzez rzut na matę; w drugiej zaś startował Jan Sint, który wygrał przez rzut walkę ze Szwedem Ohlssonem.
7 lipca rozegrano walki drugiej rundy wagi lekkiej i średniej oraz pierwszą rundę walk wagi ciężkiej. Eillebrecht przegrał swoją drugą walkę z Finem Kolehmainenem, ponownie przez rzut, co skutkowało jego ostateczną eliminacją z turnieju. Sint zmierzył się z Duńczykiem Hansenem, a jego walka zakończyła się drugim zwycięstwem. W wadze ciężkiej walki rozpoczął Barend Bonneveld, który wygrał decyzją sędziów swój pierwszy pojedynek z Finem Backeniusem.
Następnego dnia, 8 lipca, rozgrywane były walki trzeciej rundy wagi średniej i drugiej rundy wagi ciężkiej. Pojedynki obu Holendrów zakończyły się porażką poprzez rzut na matę. Sint przegrał z Finem Westerlundem, zaś Bonneveld z Niemcem Neserem. Dla obu były to pierwsze porażki w turnieju.
9 lipca rozegrano walki czwartej rundy wagi średniej i trzeciej rundy wagi ciężkiej. Sint startujący w wadze średniej uniknął eliminacji z turnieju wygrywając z Finem Tirkkonenem przez rzut na matę. Sztuka ta nie udała się Bonneveldowi walczącemu w wadze ciężkiej. Przegrał on swoją walkę z reprezentantem Finlandii Viljaamą i odpadł z dalszej rywalizacji.
10 i 11 lipca rozegrano dalsze walki w wadze średniej, kolejno piątej i szóstej rundy. Sint pierwsza walkę wygrał poprzez walkower, zaś w kolejnej rundzie uległ Finowi Alfredowi Asikainenowi, późniejszemu brązowemu medaliście. Była to druga porażka Holendra, co dyskwalifikowało go z dalszej części turnieju.
Zawodnicy:
- Barend Bonneveld
- Johannes Eillebrecht
- Jan Sint

| Konkurencja                     | Zawodnik             | Runda I                            | Runda II                   | Runda III                    | Runda IV                  | Runda V                        | Runda VI                  | Runda VII | Finał  |
| ------------------------------- | -------------------- | ---------------------------------- | -------------------------- | ---------------------------- | ------------------------- | ------------------------------ | ------------------------- | --------- | ------ |
| Konkurencja                     | Zawodnik             | Rywal                              | Rywal                      | Rywal                        | Rywal                     | Rywal                          | Rywal                     | Rywal     | Rywale |
| Waga lekka w stylu klasycznym   | Johannes Eillebrecht | Aatami Tanttu P (rzut)             | David Kolehmainen P (rzut) | NQ                           | NQ                        | NQ                             | NQ                        | NQ        | NQ     |
| Waga średnia w stylu klasycznym | Jan Sint             | Sven Ohlsson W (rzut)              | Hvitfeldt Hansen W (rzut)  | Emil Westerlund P (rzut)     | Teodor Tirkkonen W (rzut) | Fridolf Lundstein W (walkower) | Alfred Asikainen P (rzut) | NQ        | NQ     |
| Waga ciężka w stylu klasycznym  | Barend Bonneveld     | Emil Backenius W (decyzja sędziów) | Jakob Neser P (rzut)       | Kalle Viljaama P (pasywność) | NQ                        | NQ                             | NQ                        | NQ        | NQ     |